# Steven A. Balbus

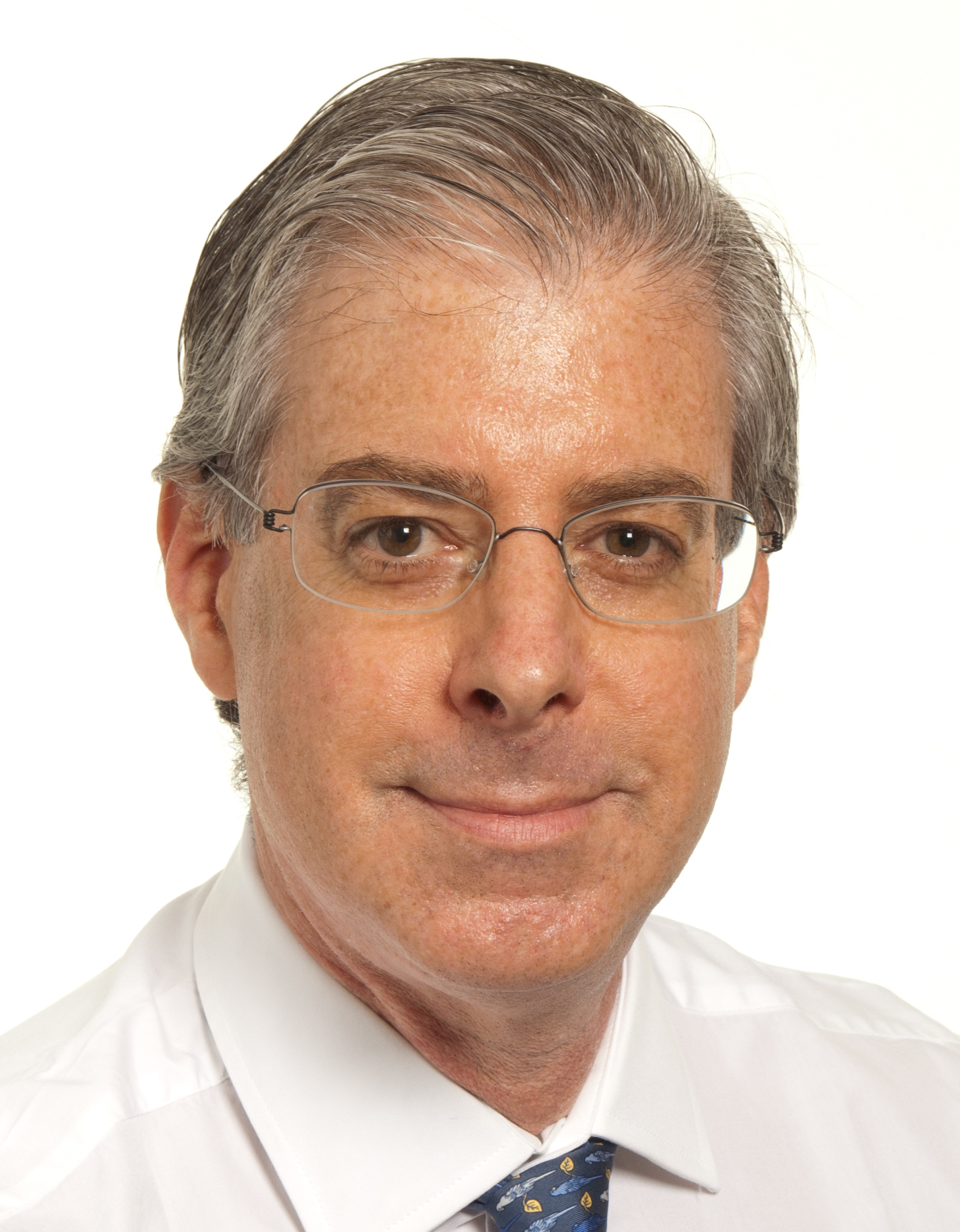
Steven Andrew Balbus

Steven Andrew Balbus (* 23. November 1953 in Philadelphia) ist ein US-amerikanischer Astrophysiker.

## Leben
Balbus studierte am Massachusetts Institute of Technology mit Bachelor-Abschlüssen in Mathematik und Physik 1975 und wurde 1981 am Caltech in Physik promoviert. Als Post-Doktorand war er am MIT und in Princeton und ab 1985 war er an der University of Virginia, wo er 1987 Assistant Professor und 1997 Professor für Astronomie wurde. Er war neun Jahre Professor an der École normale supérieure in Paris, bevor er 2012 Savillian Professor für Astronomie an der Universität Oxford wurde.
Er befasste sich mit Gasdynamik in der Astrophysik, speziell magnetisierten Gasen mit Anwendungen auf Akkretionsscheiben und das Innere der Sonne.
Mit John F. Hawley entwickelte er 1991 die Theorie der Magnetorotationsinstabilität (MRI) oder Balbus-Hawley-Instabilität aus den Grundgleichungen der Magnetohydrodynamik. Sie ist wichtig bei Akkretionsscheiben in der Astrophysik, wo sie zur Erklärung der Entstehung von Sternen und Schwarzen Löchern beiträgt.
2013 erhielt er mit Hawley den Shaw Prize in Astronomie. 2015 wurde er in die National Academy of Sciences gewählt, 2016 zum Mitglied der Royal Society. Für 2020 wurde Balbus die Eddington-Medaille der Royal Astronomical Society zugesprochen, für 2021 die Dirac-Medaille des Institute of Physics.

## Schriften
- Balbus, Hawley Instability, turbulence, and enhanced transport in accretion disks, Reviews of Modern Physics, Band 70, 1998, S. 1–53